# Ušguli

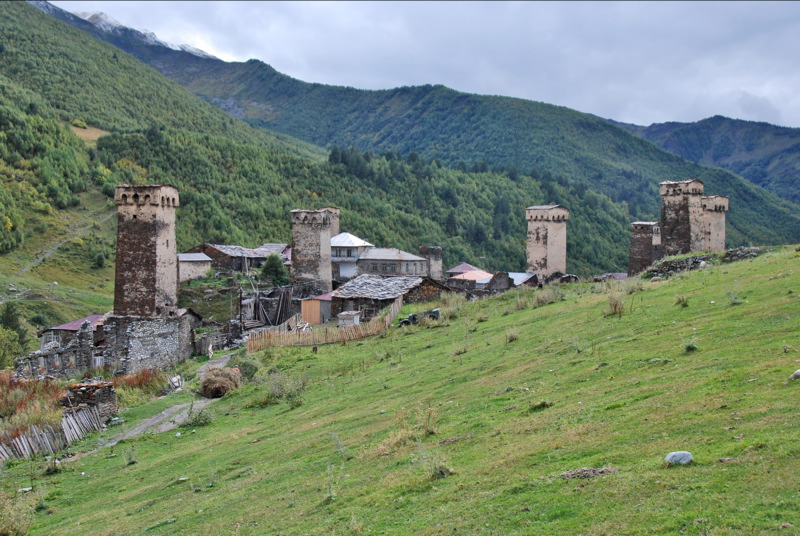
Ušguli

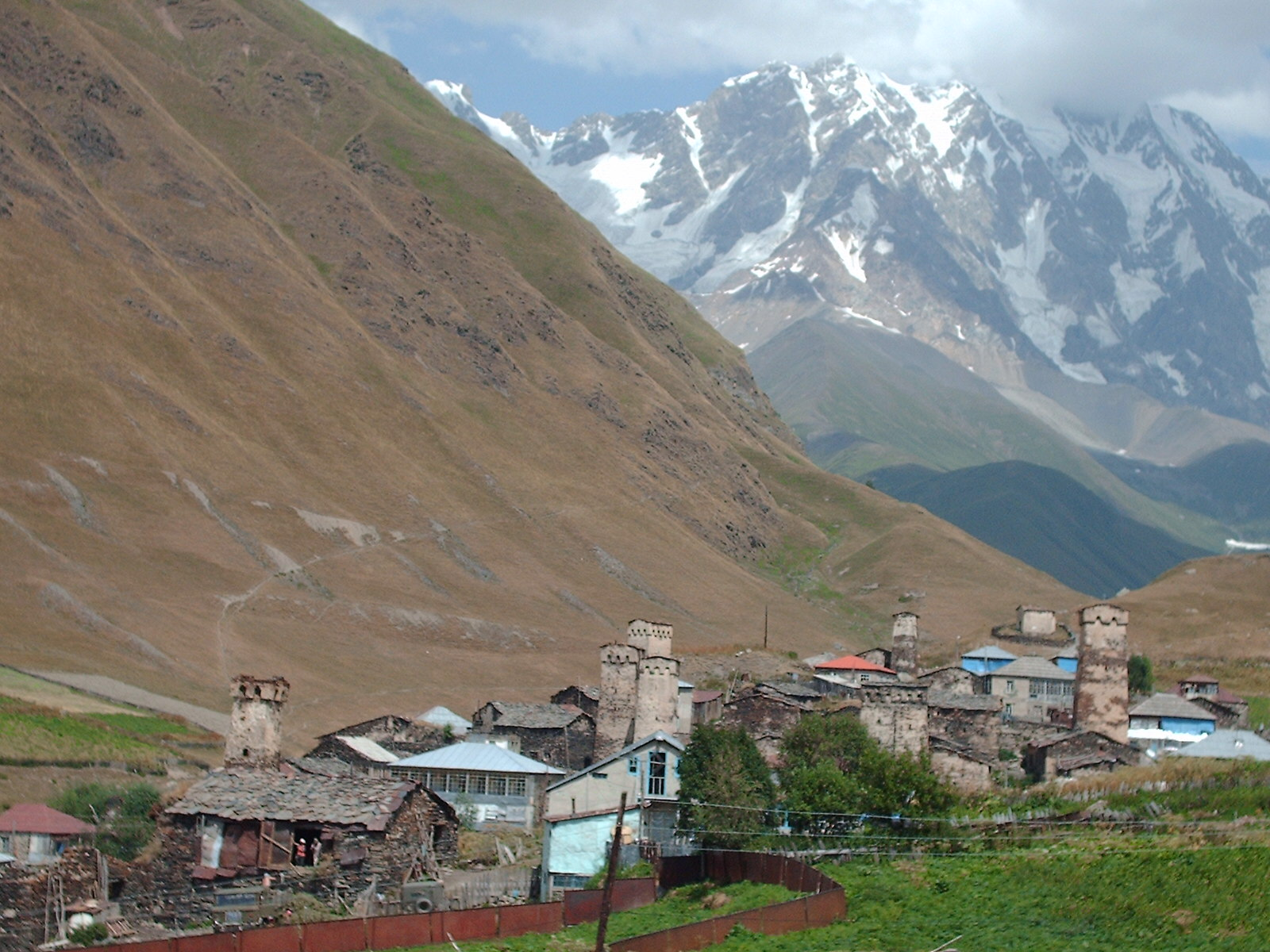
Ušguli

Ušguli (gruzínsky უშგული) je skupina čtyř vesnic nacházejících se v údolí podél horního toku řeky Inguri a na úpatí nejvyšší gruzínské hory Šchary v kraji Horní Svanetie v Gruzii. Některé budovy v těchto vesnicích jsou jakožto součást Horní Svanetie zapsány na seznamu světového dědictví UNESCO. Do Ušguli se řadí následující sídla:
- Žibiani (gruz.: ჟიბიანი)
- Čvibiani (gruz.: ჩვიბიანი)
- Čažaši (gruz.: ჩაჟაში)
- Murkmeli (gruz.: მურყმელი)
- Lamdžuriši (gruz.: ლამჯურიში)

Vesnice Ušguli se nacházejí v nadmořské výšce 2086 až 2200 metrů nad mořem a patří mezi nejvýše položené vesnice v Evropě, spolu s Trepalle v Itálii a Juf ve Švýcarsku 
V Ušguli dnes žije kolem sedmdesáti rodin a je zde zřízená malá škola. Dochovalo se zde velké množství vesnických věží a budov, které byly vystavené tak, aby je bylo možné snadno bránit během případného vpádu nepřátel. Poblíž vesnic byly zbudovány dva středověké hrady (jeden se nachází nad vesnicemi, druhý pod nimi). U níže položeného z nich se nachází malý kostelík Laškdaš a na vrcholu kopce nedaleko ještě jeden kostel Macchvar z 12. století, v kterém se dochovaly nástěnné malby. Oblast, kde se Ušguli nachází, je značně odlehlá a v zimním období takřka nepřístupná, neboť jediná cesta směrem k nejbližšímu sousednímu sídlu Mestia je po tuto dobu zavátá sněhem a uzavřená.